# CarPlay
O CarPlay é um padrão da Apple que permite que o rádio de um carro seja um monitor e também atue como um controlador de um iPhone. Ele está disponível em todos os modelos a partir do iPhone 5 rodando pelo menos o iOS 7.1.
A maioria dos fabricantes de veículos em todo o mundo disse que eles vão incorporar o CarPlay em seus sistemas de infoentretenimento ao longo do tempo. O CarPlay também pode ser adaptado para a maioria dos veículos com aparelhos de som automotivo de pós-venda.
Segundo o site da Apple, todos os principais fabricantes de veículos estão em parceria com a CarPlay. A Chevrolet, Lamborghini, Mercedes-Benz, Audi, Nissan, BMW, Ferrari, GMC e Volvo estão entre as principais marcas que agora estão equipadas com o CarPlay.

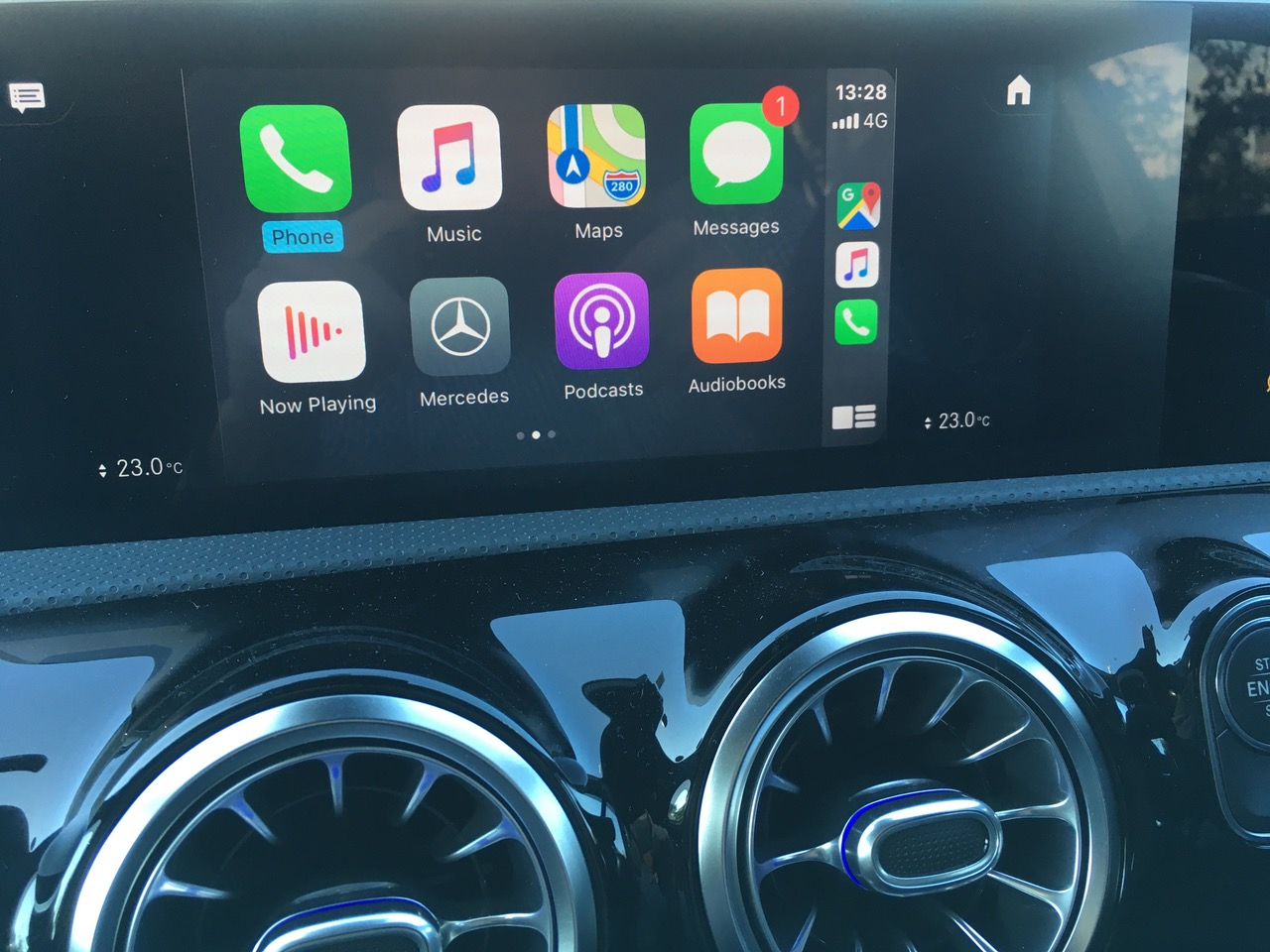

## Software
O CarPlay fornece acesso a aplicativos da Apple como Telefone, Música, Apple Maps, iMessage, iBooks e Podcasts, bem como aplicativos de terceiros, como iHeartRadio , Radioplayer, Spotify, Radio.com, Overcast, Pocket Casts, Google Play Música, Clammr, NPR One, Audiobooks.com e Audible. Os desenvolvedores devem solicitar à Apple para ter o direito de desenvolver aplicativos habilitados para o CarPlay. O suporte limitado para o Google Maps e o Waze foi lançado no iOS 12 em setembro de 2018.
O CarPlay também estende o suporte da Siri, usando ditado de voz e feedback como o principal método de entrada para mensagens de texto, ou narrando relatórios abrangentes de clima e bolsa de valores em vez de exibir um gráfico meteorológico. A Siri desabilita certos comandos de voz, como exibir os resultados de pesquisa na internet, quando o CarPlay está em uso.

## Hardware
Enquanto a maior parte do software do CarPlay é executada no iPhone conectado, a interface do CarPlay fornece a conexão de áudio e vídeo para o sistema de infoentretenimento do carro.  Dependendo da implementação realizada pelo fabricante do carro, o CarPlay é controlado através da tela sensível ao toque, do botão giratório, do trackpad ou dos botões do painel de instrumentos e do volante.
O CarPlay também é suportado em unidades de som automotivo especializadas, de pós-venda,  ou como uma adição a um tablet.